# Escudo de la provincia de Cuenca

Escudo de la Provincia de Cuenca.

El escudo de la provincia de Cuenca es un escudo cuartelado:
- En el primer cuartel, cuartelado, de gules, un castillo de oro almenado de tres almenas, mamposteado de sable (negro) y aclarado de azur (azul), y de oro, un león rampante de gules, linguado, uñado, armado y coronado de oro que es el escudo de la Corona de Castilla (el metal, color en terminología heráldica del cuartel del león está modificado ya que en el blasón leonés es de plata).
- El segundo, gules, un cáliz de oro sumado de una estrella de ocho puntas de plata que es el de la ciudad de Cuenca;
- En el tercero, de plata, un pino, en su color natural;
- En el cuarto, de azur un libro de oro que simboliza el Fuero de Cuenca.

El escudo sobre pergamino heráldico de oro.
Al timbre corona real cerrada que es un círculo de oro, engastado de piedras preciosas, compuesta de ocho florones de hojas de acanto, visible cinco, interpoladas de perlas y de cuyas hojas salen sendas diademas sumadas de perlas, que convergen en el mundo de azur, con el semimeridiano y el ecuador en oro, sumado de cruz de oro. La corona forrada de gules o rojo.
La versión actual del escudo de la provincia de Cuenca fue aprobada por decreto el 31 de octubre de 1975, después de haber sido objeto de acuerdo por parte del plenario de la Diputación Provincial once días antes.